# 서부극

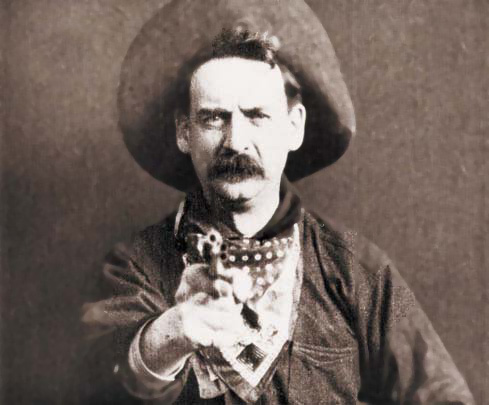
저스투스 D. 반스는 대열차강도(1903)라는 무성 영화의 "브론코 빌리 앤더슨" 역으로 서양 의상을 입고 있다. 이 영화는 두 번째 서부 영화이자 미국에서 첫 번째로 촬영된 영화이다.

서부극(西部劇)은 미국의 역사 중에서 서부 개척사를 소재로 한 영화나 극 작품이다.

## 영화
서부 개척사는 미국 영화에 있어서 무진장한 광맥(鑛脈)의 구실을 했다. 1903년 《대열차 강도》로 시작되는 서부극은 미국의 독점적인 장르로 발전하면서 권선징악(勸善懲惡)과 인간애, 그리고 물씬한 시정(詩情)으로 유형화되는 가운데 무수한 서부극이 쏟아져 나왔고, 게리 쿠퍼, 존 웨인, 헨리 폰다, 제임스 스튜어트, 아란 랏드, 커크 더글러스, 버트 랑카스터 등 쟁쟁한 배우들을 내놓았다. 세계 제 1차 대전이 일어나기 전 D. W. 그리피스 감독은 훌륭한 서부극들을 많이 제작했고, 1920년대부터 1940년대에는 통상적인 줄거리에 약간의 변화만 준 제작비가 적게 든 영화들이었으나, 제임스 크루즈 감독의 《포장마차》(1923)나 존 포드 감독의 《철마》(1924)같은 대작이나 서사적 서부영화도 있었고, 시간이 갈수록 이러한 서부영화의 비중이 늘어나게 된다. 이러한 종류의 서부극은 저명한 스타들을 기용하고 많은 경비와 현대적인 제작방법을 사용하였다.
이같은 서부극의 발전은 또한 서부극 전문감독으로서 존 포드, 프레드 진네만, 헨리 하사웨이, 조지 스티븐슨 등 거물급 감독을 배출해 냈는데, 특히 존 포드 감독은 서부극의 대명사로 불리게 되었다. 《역마차》(1939), 《모호크 족의 북소리》(1939) 등에 이어, 1946년에 나온 존 포드 감독의 《황야의 결투》는 서부의 명보안관 '와이아트 어프'와 주정뱅이 치과의사 '독할리데이'의 전설적인 우정을 바탕으로 크랜튼 일가와의 집단 결투를 다뤄 명성을 재확인했으며, 이 소재는 다시 존스타제스 감독에 의해 《 OK 목장의 결투》(1957) 등으로 다시 영화화되었다. 1952년 프레드 진네만 감독의 《하이눈》은 복수에 불타는 악당들과 고독한 보안관의 대결을 그려 게리 쿠퍼와 그레이스 켈리의 인기를 높였으며, 1952년 조지 스티븐슨 감독의 《셰인》은 빅터 영 작곡의 주제가와 함께 아란 랏드의 인기를 높이는 가운데 서부극의 고전적인 작풍으로 평가받게 되었다. 이어 서부극은 윌리엄 와일러 감독의 《위대한 서부》(1958)에서 세대간의 갈등을 다룬 새로운 측면을 보이기도 했으며, 1962년 존 포드, 헨리 하사웨이 공동감독의 《서부개척사》가 나와 지금까지 서부극 명작 가운데 인상적인 장면들을 집대성, 서부극의 발전사를 한눈에 볼 수 있도록 했다.
1960년대에 접어들면서 영화가 사양화함에 따라 서부극도 좀더 자극적인 주제 속에서 활로를 개척하려 시도하기에 이르렀다. 존 포드 감독의 《샤이언》(1964) 등 전통적인 서부극이 자취를 감춘 것은 아니지만 서부개척사를 새로운 시각(視覺)에서 해석하는 작품들이 우세를 보였다. 요컨대 지금까지의 서부극이 백인끼리의 인도주의는 강조하면서도 인디언을 대량 학살한 것은 당연한 것으로 취급해온 태도를 반성하기 시작한 것이다. 서부개척사에 있어서 전설적인 영웅 카스터 장군의 인디언 학살을 비판한 아서 펜 감독의 《작은 거인》(1970), 《솔저 블루》 등이 그러한 계열을 대표한다.

## 같이 보기
- 스파게티 웨스턴
- 만주 웨스턴